# Джермантаун (Мэриленд)
Джермантаун (англ. Germantown) — некорпоративное сообщество и статистически обособленная местность в округе Монтгомери в штате Мэриленд в Соединённых Штатах Америки.
Согласно данным переписи населения США 2020 года, число жителей Джермантауна составляло 91 249 человек, что чуть больше, чем было во время предыдущей переписи (90 582).

## История
В 1830—40-х годах центральный деловой район был сосредоточен вокруг пересечения улиц Либерти-Милл-роуд и Клоппер-роуд.
Несколько немецких иммигрантов открыли магазин на перекрестке, и город стал известен как «Немецкий город», хотя большинство жителей города были английского или шотландского происхождения.
В 1865 году Джордж Атцеродт, соучастник убийства президента США Авраама Линкольна, был схвачен в Джермантауне, который хорошо знал, так как жил здесь в юные годы.
В последней четверти XX века город пережил рекордный экономический и демографический рост, население сообщества за этот период увеличилось в несколько раз.

## География
Согласно данным Бюро переписи населения США, общая площадь общины составляет 10,9 кв. миль (28,0 км2), почти всё это суша, за исключением 0,039 квадратных миль (0,1 км2 или 0,46%).